# استرومبولیکیو
استرومبولیکیو (به ایتالیایی: Strombolicchio) یک منطقهٔ مسکونی در ایتالیا است که در استان مسینا واقع شده‌است. استرومبولیکیو ۰ نفر جمعیت دارد.